# Prosa anterior a Alfonso X

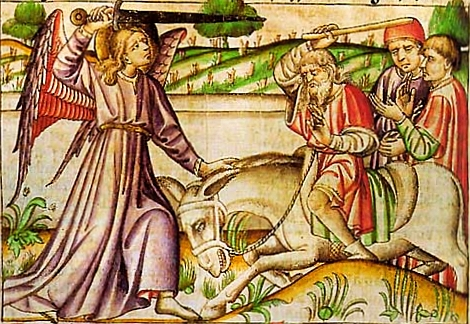
Miniatura de la Biblia romanceada escurialense ms. I-j-3.

Como señala López Estrada, el comienzo de la prosa medieval viene impulsado por dos factores: el uso cada vez más creciente de la lengua vulgar en el verso y la necesidad, de orden práctico en un principio, de escribir fueros locales y documentos de poca trascendencia, que después revierte en el uso de la prosa vernácula.

## La historiografía

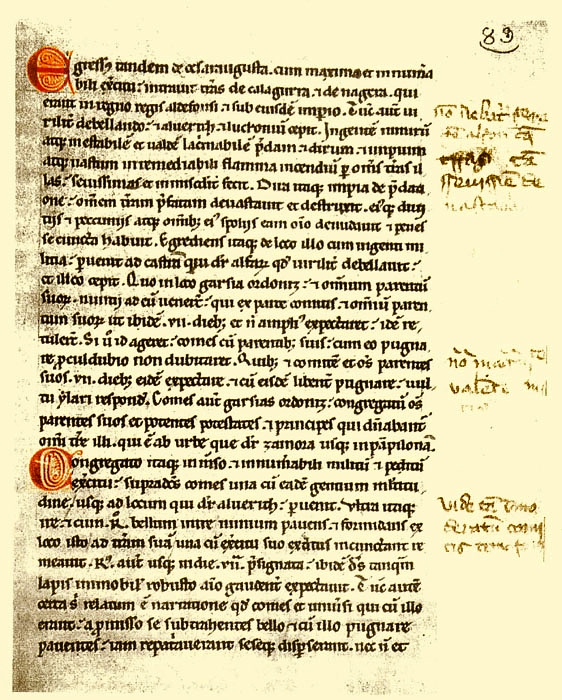
Historia Roderici.

En el siglo XII se desarrolla una importante labor historiográfica en latín (Crónica najerense, Historia Roderici, Chronica Adefonsi imperatoris, Historia compostelana, De rebus Hispaniae y Chronicon mundi) que poco a poco va dando paso a los primeros anales y posteriormente crónicas en lenguas vernáculas.
Entre las primeras muestras de historiografía en lengua romance destacaremos: 
1. Las Crónicas navarras (h. 1186), que contiene la primera referencia española a la materia artúrica.
2. El Liber regum que, escrito en romance navarro-aragonés a finales del XII o comienzos del XIII, contiene una historia genealógica universal -sagrada y profana- más unas genealogías de los reyes godos y asturianos, de los jueces, condes y reyes de Castilla, de los reyes de Aragón, de los de Francia y del Cid. Su enorme difusión (fue usada como fuente histórica en poemas castellanos, por Rodrigo Jiménez de Rada para su De rebus Hispaniae, por Alfonso X para su Estoria de España y por Juan de Mena en su Laberinto de Fortuna) la convierte en la obra histórica más importante de este período.

Otros géneros que empiezan a ser usados en castellano en esta época son:

## La literatura religiosa
Su producción más importante en la primera mitad del siglo XIII es la constituida por los romanceamientos bíblicos. Estas vulgarizaciones acaban imponiéndose cuando el latín deja de ser comprensible; no obstante, esta divulgación traía como secuelas la libre interpretación y una mayor facilidad para caer en la herejía. Estos romanceamientos son: 
1. La Fazienda de Ultramar.
Es una de las traducciones más tempranas de la Biblia (según Lapesa y Bustos Tovar debe datarse su composición a principios del siglo XIII) y al mismo tiempo un itinerario por Tierra Santa. La obra no refleja el testimonio de un viajero -aunque se presenta como un itinerarium-, sino que, como en otros casos, su recorrido está hecho sobre mapas y libros. En ella se combinan las descripciones geográficas con traducciones parciales del Antiguo Testamento (no de la Vulgata sino de una versión latina del texto hebreo realizada en el siglo XII) y con la incorporación esporádica de material procedente de la antigüedad clásica. Las traducciones no son literales, sino que el autor modifica y sintetiza a su antojo.
2. Las Biblias escurialenses
Son tres manuscritos conservados en la biblioteca de El Escorial, como su denominación indica. Ninguno de ellos transmite una versión completa de la Biblia, pero puesto que se complementan algunos estudiosos los consideran como formantes de un todo.

## La literatura doctrinal
Este género tiene su origen en las numerosas instrucciones para confesores en latín. El que esta lengua se hiciera ininteligible para no pocos clérigos y la obligatoriedad de la confesión anual, dispuesta en el IV Concilio lateranense, debió obligar a que se hicieran las correspondientes traducciones. De entre éstas destacaremos: 
1. Los Diez mandamientos, que es el más antiguo tratado de este tipo. Sirve de guía para indicar al sacerdote las preguntas que debe hacer al penitente. Es interesante porque desvela aspectos de la vida cotidiana.
2. Disputa entre un cristiano y un judío, ejemplo de la corriente apologética, género especialmente cultivado por los conversos ya que conocían mejor los argumentos de la parte contraria.

## La literatura sapiencial
La peculiar situación histórica de la Península (convivencia de tres culturas) hará que se conozcan muy tempranamente las colecciones de sentencias, de amplia popularidad en el mundo oriental, y que surjan aquí las primeras traducciones a una lengua occidental. No es tarea fácil precisar la fecha en que se comienza esta labor traductora, pero hay una cierta unanimidad entre los estudiosos en localizarlas en torno a los reinados de Fernando III y Alfonso X.

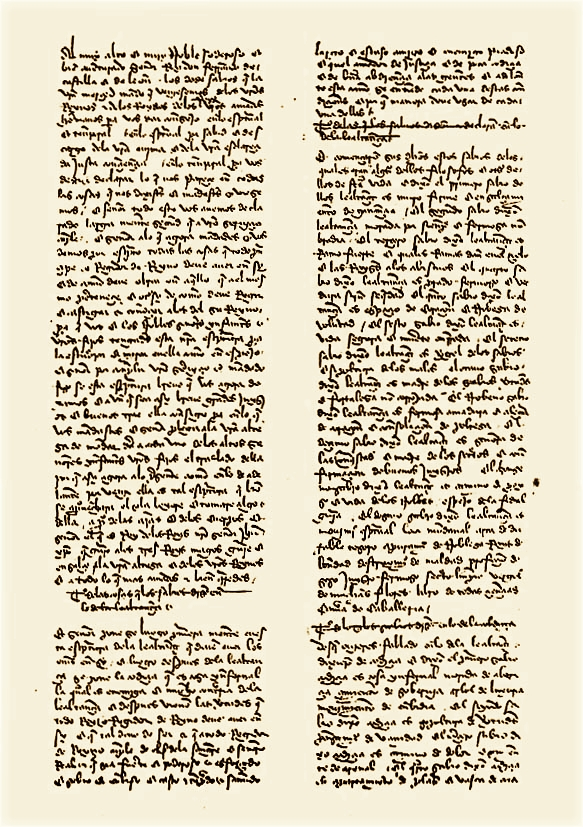
Libro de los doze sabios (h. 1237).

Ante el éxito que tuvieron estas traslaciones, surgieron un gran número de textos adscritos a este género que no parecen ser traducciones -directas, al menos- de ningún original árabe. A principios del siglo XIV la literatura sapiencial tanteó un nuevo camino con los Dichos de los Santos Padres, de Pedro López Baeza, que utiliza el esquema tradicional para introducir materiales cristianos.
Características: 
1. Suelen poseer un prólogo que sirve como aglutinante del conjunto.
2. El origen de estas sentencias normalmente está motivado por algún tópico del tipo “reunión de sabios”, “viaje hasta las fuentes de la sabiduría” o la mención al “libro perdido y por fin hallado”.
3. Por cuestiones mnemotécnicas, estas sentencias suelen adoptar la forma de proverbios, aunque a veces aparecen a lo largo de un pequeño diálogo o de una anécdota.
4. La sabiduría que pretenden transmitir estas colecciones es la aceptación voluntaria de lo inevitable.
5. No se atribuyen las sentencias a sabios determinados.
6. Muy pocas de ellas son bíblicas.

Ningún obstáculo hay, en principio, para que las mismas sentencias circulen en un contexto cristiano, árabe o judío. En las adaptaciones y nuevas compilaciones se percibe un mayor interés por los temas de gobierno, convirtiéndose -por tanto- en un speculum principis. Así ocurre con el Libro de los doze sabios, obra que es (pues no deriva directamente de ninguna fuente oriental) un temprano ejercicio de simbiosis de la corriente gnómica oriental con las máximas y fábulas de la tradición occidental y cuyo autor pudo ser un consejero de Fernando III.

## Orígenes de la prosa de ficción. El libro de cuentos
Durante la Edad Media el título más usado y significativo de este grupo genérico fue el de exemplum o enxiemplo. La enseñanza de éste procede de la semejanza y de la comparación, de manera que la obra ha de leerse entera para sacar de ella provecho y poderlo aplicar a los casos de la vida real.
Las primeras colecciones proceden de traducciones de libros de cuentos moralizantes árabes, como el Calila y Dimna o el Sendebar. En ellos se utilizaba la técnica del relato-marco para introducir respuestas en forma de cuentos, en la línea de la literatura sapiencial o gnómica. A menudo se utilizan técnicas de mise en abyme, cajas chinas o muñecas rusas, donde uno de los personajes de un cuento procede a insertar a su vez otro. En otros casos la justificación de los relatos procede (además de la intención didáctica) de la necesidad de dilatar el tiempo de una ejecución o vaticinio funesto, como sucede en Las mil y una noches, que tiene un descendiente hispánico en la historia de la doncella Teodor del siglo XIII.
Según Lomax, la evolución de las colecciones de exempla es la siguiente: comenzaron siendo libros de consulta escritos por clérigos para clérigos. Posteriormente, fueron adaptados por los clérigos para los seglares bien en forma de sermones, bien como lecturas piadosas. Finalmente, algunos seglares comienzan a escribir este tipo de obras para seglares (Don Juan Manuel y el El Conde Lucanor). De todos modos, la Disciplina clericalis, del converso judío Pedro Alfonso, del siglo XII y su extraordinaria difusión por Europa muestra que la cuentística medieval puede proceder no solo del sermón, sino de los ejemplos clásicos de la Antigüedad o de la finalidad doctrinal.

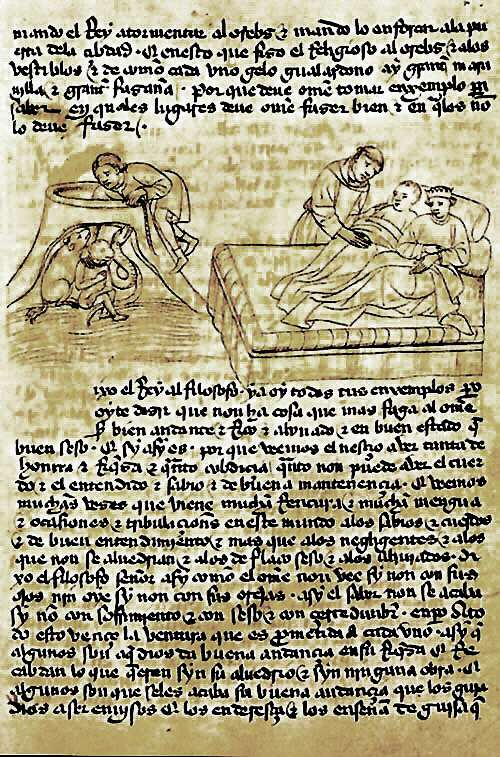
Manuscrito del Calila e Dimna

Las características de este género son: 
1. Organización primitiva y desarrollo lineal de los argumentos por relación de causa-efecto hacia un fin determinado.
2. El diálogo es escaso y secundario.
3. Se escriben para un medio cortesano y testimonian la existencia de un público oyente (las menos veces, lector) de gente noble que está en condiciones de apreciar un grado más alto que el sencillo cuento folclórico.
4. Suelen ser traducciones de obras orientales.

Estas colecciones no presentaban los cuentos de forma aislada, sino formando un conjunto unitario. Las principales técnicas de inserción de cuentos eran:  
1. El diálogo (Disciplina clericalis).
2. La novela marco (conjunto narrativo compuesto por dos partes diferentes pero que guardan entre sí un vínculo fundamental: la narración principal y los cuentos narrados por distintos personajes: Calila y Dimna, Sendebar).
3. Caja china (un personaje de la historia insertada cuenta un relato que a su vez contiene otro: hay casos en el Calila y Dimna).
4. Ensartado (encadenamiento de cuentos con un protagonista único: hay casos en el Calila y Dimna).
5. Marco dialogado (una serie de frases al principio y al final de la fábula sirven para diferenciar el mundo real del narrado).

No debemos creer, sin embargo, que el predominio de una técnica excluye el uso de las restantes. Muy al contrario, lo habitual es la coexistencia de varias en una misma obra.
Durante el reinado de Fernando III se inició una moda que favorecía el uso de la lengua vernácula en obras doctrinales, cuyo contenido se refiere a enseñanzas sobre la conducta humana y sus consecuencias morales, organizadas con un criterio elemental. En algunos de estos libros, la materia didáctica se encierra en un marco general. A este tipo de textos pertenece la Historia de la donzella Teodor, que cuenta con una amplísima tradición en la península. El origen del libro se encuentra en una de las narraciones de Las Mil y una noches y se viene aceptando que pudo ser traducido del castellano al árabe en la segunda mitad del siglo XIII. Pese a que en su fuente la doctrina islámica es muy importante para el desarrollo de la historia, su peculiar organización formal (preguntas-respuestas) permite su fácil adecuación a nuevos contextos culturales. Como el Sendebar, esta obra encubre un proceso iniciático. De origen hindú y a través del árabe y una versión en latín es el Barlaam y Josafat, que transforma una historia del siglo VI sobre la conversión del príncipe indio Siddharta Gautama en un «buda» o iluminado. La obra fue recogida a grandes rasgos en el Libro de los estados de don Juan Manuel.